# Kasaravalli, Tirthahalli
Kasaravalli là một làng thuộc tehsil Tirthahalli, huyện Shimoga, bang Karnataka, Ấn Độ.